# Station Berlin-Charlottenburg
Berlin-Charlottenburg is een spoorweg- en S-Bahnstation in het Berlijnse stadsdeel Charlottenburg. Het aan de Stadtbahn gelegen station wordt bediend door regionale treinen (RegionalBahn en RegionalExpress) van de Deutsche Bahn en de S-Bahn. Aansluiting op de metro (lijn U7) bestaat via het nabijgelegen station Wilmersdorfer Straße. Station Charlottenburg heeft vier perrons.

## Geschiedenis
Station Charlottenburg ontstond tegelijkertijd met de bouw van de oost-west verlopende Stadtbahn door Berlijn en werd geopend op 7 februari 1882. In 1913 verrees aan de ten noorden van het station gelegen Stuttgarter Platz een toegangsgebouw. De voorstadssporen van de Stadtbahn werden in 1929 geëlektrificeerd met een derde rail en werden in 1930 onderdeel van de toen opgerichte S-Bahn. Het stationsgebouw leed in de Tweede Wereldoorlog ernstige schade en werd na de oorlog provisorisch herbouwd.
In verband met de herinrichting van de Wilmersdorfer Straße tot voetgangersgebied werd een nieuwe verbinding vanuit het noorden naar de Kurfürstendamm noodzakelijk. Hiertoe werd de Lewishamstraße aangelegd, die nabij station Charlottenburg op de Kaiser-Friedrich-Straße aansloot. Vanwege de aanleg van de straat, die de Stadtbahn onderlangs kruist, moest het stationsgebouw gesloopt worden en bouwde men een nieuwe stationshal, die op 6 juli 1971 in gebruik kwam.

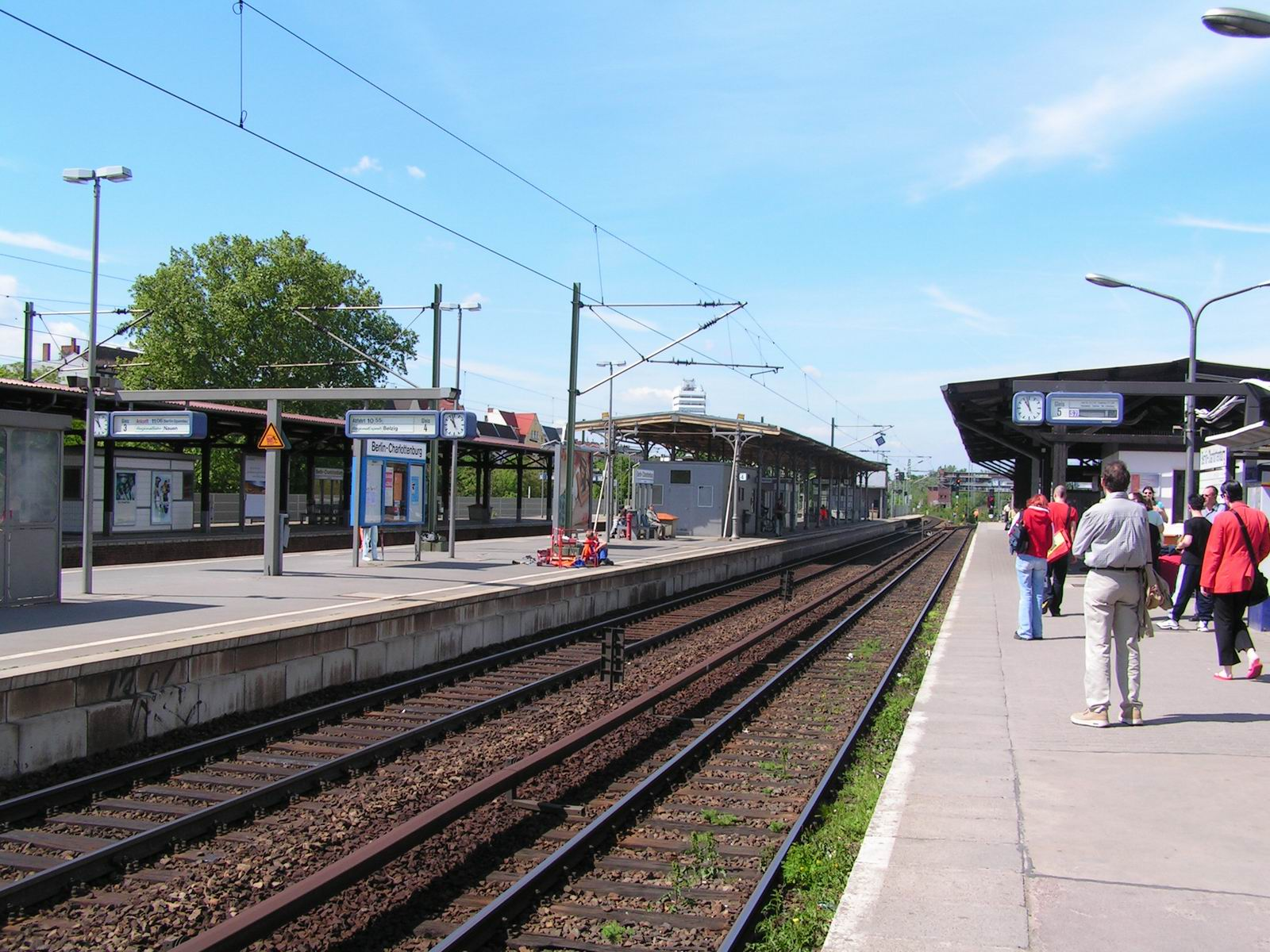
Perrons voor de verplaatsing (2005)

Na een staking in 1980 legde de Oost-Duitse DR, die ook in West-Berlijn de S-Bahn exploiteerde, het S-Bahnverkeer over de Stadtbahn stil en sloot station Charlottenburg zijn deuren. In 1984 nam het stadsvervoerbedrijf BVG het westelijke deel van het S-Bahnnet over, zodat op 9 januari van dat jaar de eerste trein van Charlottenburg naar Friedrichstraße weer kon rijden.

Tussen 2003 en 2006 werd gewerkt aan de verplaatsing van het S-Bahnstation naar het oosten, om een betere overstap op de metro te creëren. Ten oosten van de Lewishamstraße bouwde men twee nieuwe perrons, waarvan de oostelijke uitgangen op een kleine 100 meter van metrostation Wilmersdorfer Straße liggen. Het regionale spoorwegstation werd niet verplaatst en ligt nog altijd aan de westzijde van de Lewishamstraße.